# Nueve reinas
Nueve reinas és una pel·lícula argentina del 2000 escrita i dirigida per Fabián Bielinsky.

## Argument
Juan (Gastón Pauls) i Marcos (Ricardo Darín) són dos estafadors de poca importància que es coneixen per casualitat una matinada i es veuen ficats en un negoci tèrbol que els pot fer milionaris. En realitat, tots dos es jugaran el seu destí, el seu ser o no ser, en poc menys de 24 hores.

## Repartiment
- Juan: Gastón Pauls.
- Marcos: Ricardo Darín.
- Valeria: Leticia Brédice.
- Federico: Tomás Fonzi.
- Vidal Gandolfo: Ignasi Abadal.
- Sandler: Óscar Nuñez.

## Curiositats
Durant el rodatge de l'escena amb els lladres de la motocicleta, Gastón Pauls, va caure ferint-se en un genoll que li varen haver de cosir amb 4 punts de sutura.

## Premis i nominacions
- Va guanyar 7 Premis Còndor d'argent de l'Asociación de Cronistas Cinematográficos de la Argentina per les categories millor actor (Ricardo Darín), millor fotografia, millor director, millor muntatge, millor pel·lícula, millor guió original, millor actriu de repartiment (Elsa Berenguer). També va quedar nominada a les categories de millor direcció artística, millor òpera prima i millor música.
- Va ser nominada per l'AFI (Festival internacional de cinema de Los Angeles) en la categoria Gran premi del jurat.
- Va guanyar el Premi Sant Jordi de Barcelona al millor actor estranger (Ricardo Darín).
- Premi a la VII Mostra de Cinema Llatinoamericà de Lleida.[2]